# 쁘라얏 막생
쁘라얏 막생(태국어: ประหยัด มากแสง Prayad Maksaeng[*], Prayad Marksaeng, 1966년 1월 30일 ~ )은 타이의 프로 골프 선수이다. 2016년 '아시아-유럽 남자골프 대항전' 유라시아컵 첫째날 포볼 경기에서 6홀차 대패를 당했다.